# Kate Thompsonová
Kate Thompsonová (* 1962 Halifax Yorkshire) je britská spisovatelka, autorka knih pro děti i dospělé.

## Život
Narodila se v roce 1956 jako nejmladší dítě historiků a mírových aktivistů E. P. Thompsona a Dorothy Towersové.
Pracovala s koňmi a cestovala po Indii, než se usadila na západě Irska se svým partnerem Conorem. Společně vychovávají dvě dcery, Cliodhnii a Dearbhlii. Kate je kvalifikovanou houslistkou se zájmem o irskou tradiční hudbu.

## Úspěchy a ocenění
- Dvojnásobná vítězka ocenění Irské dětské knihy roku.
- Čtyřnásobná držitelka ceny Bisto Children's Book of the Year Award za knížky The Beguilers (Svůdci), The Alchemist's Apprentice (Alchymistův učeň), Annan Water a The New Policeman (Nový policista)
- Nový policista byl také oceněn Guardian Children's Fiction Prize, Whitbread Children's Book Award a Dublin Airport Authority Children's Book of the Year Award za rok 2005.